# Championnat FIA GT 2003
Navigation
Édition précédente Édition suivante
La saison 2003 du Championnat FIA GT est la septième édition de cette compétition. Elle se déroule du 6 avril au 19 octobre 2003. Elle comprend dix manches dont les 24 Heures de Spa. Elle a consacré les pilotes italiens Thomas Biagi et Matteo Bobbi ainsi que l'équipe BMS Scuderia Italia.

## Calendrier
| Manche | Course                               | Circuit                       | Date                  |
| ------ | ------------------------------------ | ----------------------------- | --------------------- |
| 1      | LG Super Racing Weekend Barcelona    | Circuit de Catalunya          | 6 avril               |
| 2      | LG Super Racing Weekend Magny-Cours  | Circuit de Nevers Magny-Cours | 27 avril              |
| 3      | LG Super Racing Weekend Pergusa      | Autodromo di Pergusa          | 11 mai                |
| 4      | LG Super Racing Weekend Brno         | Autodrom Brno Masaryk         | 25 mai                |
| 5      | LG Super Racing Weekend Donington    | Donington Park                | 29 juin               |
| 6      | Proximus 24 Heures de Spa            | Circuit de Spa-Francorchamps  | 26 juillet 27 juillet |
| 7      | LG Super Racing Weekend Anderstorp   | Scandinavian Raceway          | 7 septembre           |
| 8      | LG Super Racing Weekend Oschersleben | Motopark Oschersleben         | 21 septembre          |
| 9      | LG Super Racing Weekend Estoril      | Autódromo do Estoril          | 5 octobre             |
| 10     | LG Super Racing Weekend Monza        | Autodromo Nazionale di Monza  | 19 octobre            |

## Résultats
| Manche | Circuit      | Équipe gagnante GT                                           | Équipe gagnante N-GT                    | Résultats |
| Manche | Circuit      | Pilotes vainqueurs GT                                        | Pilotes vainqueurs N-GT                 | Résultats |
| ------ | ------------ | ------------------------------------------------------------ | --------------------------------------- | --------- |
| 1      | Catalunya    | #23 BMS Scuderia Italia                                      | #52 JMB Racing                          | Résultats |
| 1      | Catalunya    | Thomas Biagi Matteo Bobbi                                    | Andrea Bertolini Fabrizio de Simone     | Résultats |
| 2      | Magny-Cours  | #23 BMS Scuderia Italia                                      | #88 Team Maranello                      | Résultats |
| 2      | Magny-Cours  | Thomas Biagi Matteo Bobbi                                    | Tim Mullen Jamie Davies                 | Résultats |
| 3      | Pergusa      | #23 BMS Scuderia Italia                                      | #61 EMKA Racing                         | Résultats |
| 3      | Pergusa      | Thomas Biagi Matteo Bobbi                                    | Tim Sugden Martin Short                 | Résultats |
| 4      | Brno         | #23 BMS Scuderia Italia                                      | #50 Freisinger Motorsport               | Résultats |
| 4      | Brno         | Thomas Biagi Matteo Bobbi                                    | Marc Lieb Stéphane Ortelli              | Résultats |
| 5      | Donington    | #23 BMS Scuderia Italia                                      | #50 Freisinger Motorsport               | Résultats |
| 5      | Donington    | Thomas Biagi Matteo Bobbi                                    | Marc Lieb Stéphane Ortelli              | Résultats |
| 6      | Spa          | #22 BMS Scuderia Italia                                      | #50 Freisinger Motorsport               | Résultats |
| 6      | Spa          | Fabrizio Gollin Luca Cappellari Enzo Calderari Lilian Bryner | Marc Lieb Stéphane Ortelli Romain Dumas | Résultats |
| 7      | Anderstorp   | #14 Lister Racing                                            | #61 EMKA Racing                         | Résultats |
| 7      | Anderstorp   | Jamie Campbell-Walter Nathan Kinch                           | Tim Sugden Emmanuel Collard             | Résultats |
| 8      | Oschersleben | #23 BMS Scuderia Italia                                      | #52 JMB Racing                          | Résultats |
| 8      | Oschersleben | Thomas Biagi Matteo Bobbi                                    | Andrea Bertolini Fabrizio de Simone     | Résultats |
| 9      | Estoril      | #9 JMB Racing                                                | #52 JMB Racing                          | Résultats |
| 9      | Estoril      | Fabio Babini Philipp Peter                                   | Andrea Bertolini Fabrizio de Simone     | Résultats |
| 10     | Monza        | #22 BMS Scuderia Italia                                      | #52 JMB Racing                          | Résultats |
| 10     | Monza        | Fabrizio Gollin Luca Cappellari                              | Andrea Bertolini Fabrizio de Simone     | Résultats |

## Classements
Lors des 24 Heures de Spa, les points sont octroyés au bout des 6 et 12 premières heures de courses ainsi qu'à la fin de l'épreuve selon un barème particulier.

### Championnat pilotes
Les points sont octroyés aux 8 premiers classés de chaque catégorie dans l'ordre 10–8–6–5–4–3–2–1.

### Championnat des équipes
Les points sont octroyés aux 8 premiers classés de chaque catégorie dans l'ordre 10–8–6–5–4–3–2–1. Les points sont obtenus par deux voitures maximum pour chaque équipe.

#### Classements GT
| Pos | Équipe                   | Voiture                                   | Moteur                              | Mc 1 | Mc 2 | Mc 3 | Mc 4 | Mc 5 | Mc 6 | Mc 7 | Mc 8 | Mc 9 | Mc 10 | Total |
| --- | ------------------------ | ----------------------------------------- | ----------------------------------- | ---- | ---- | ---- | ---- | ---- | ---- | ---- | ---- | ---- | ----- | ----- |
| 1   | BMS Scuderia Italia      | Ferrari 550 GTS Maranello                 | Ferrari 5,9 L V12                   | 18   | 18   | 10   | 16   | 11   | 15   | 5    | 10   | 14   | 13    | 130   |
| 2   | Lister Racing            | Lister Storm                              | Jaguar 7,0 L V12                    | 5    | 9    | 12   | 13   |      | 8    | 16   |      |      | 8     | 71    |
| 3   | Care Racing              | Ferrari 550 GTS Maranello                 | Ferrari 5,9 L V12                   | 6    |      | 6    | 4    | 8    |      | 4    | 6    |      | 8     | 42    |
| 4=  | Creation Autosportif     | Lister Storm                              | Jaguar 7,0 L V12                    | 4    | 2    | 5    | 3    | 4    | 1    | 2    | 8    |      | 1     | 30    |
| 4=  | JMB Racing               | Ferrari 550 GTS Maranello Ferrari 575 GTC | Ferrari 6,0 L V12 Ferrari 6,0 L V12 |      |      |      |      |      | 9    | 1    | 1    | 10   | 9     | 30    |
| 6   | Graham Nash Motorsport   | Saleen S7-R                               | Ford 7,0 L V8                       |      | 4    | 2    | 2    | 5    | 4.5  |      | 8    | 3    |       | 28.5  |
| 7   | Larbre Compétition       | Chrysler Viper GTS-R                      | Chrysler 8,0 L V10                  |      |      |      |      |      | 21   |      |      |      |       | 21    |
| 8=  | Roos Optima Racing Team  | Chrysler Viper GTS-R                      | Chrysler 8,0 L V10                  | 3    | 5    |      | 1    | 2    | 3    |      |      | 3    |       | 17    |
| 8=  | Konrad Motorsport        | Saleen S7-R                               | Ford 7,0 L V8                       | 1    |      |      |      | 3    |      | 8    |      | 5    |       | 17    |
| 10= | Zwaan's Racing           | Chrysler Viper GTS-R                      | Chrysler 8,0 L V10                  | 2    |      | 1    |      |      |      | 3    | 4    | 4    |       | 14    |
| 10= | Force One Racing Festina | Chrysler Viper GTS-R                      | Chrysler 8,0 L V10                  |      |      | 3    |      | 6    | 5    |      |      |      |       | 14    |
| 12  | Paul Belmondo Racing     | Chrysler Viper GTS-R                      | Chrysler 8,0 L V10                  |      |      |      |      |      | 10.5 |      |      |      |       | 10.5  |
| 13  | Wieth Racing             | Ferrari 550 GTS Maranello                 | Ferrari 6,0 L V12                   |      | 1    |      |      |      |      |      | 2    |      |       | 3     |

#### Classements N-GT
| Pos | Équipe                         | Voiture                  | Moteur               | Mc 1 | Mc 2 | Mc 3 | Mc 4 | Mc 5 | Mc 6 | Mc 7 | Mc 8 | Mc 9 | Mc 10 | Total |
| --- | ------------------------------ | ------------------------ | -------------------- | ---- | ---- | ---- | ---- | ---- | ---- | ---- | ---- | ---- | ----- | ----- |
| 1   | Freisinger Motorsport          | Porsche 911 GT3 RS (996) | Porsche 3,6 L Flat-6 |      | 13   |      | 13   | 16   | 20   | 12   | 5    | 5    | 8     | 92    |
| 2   | JMB Racing                     | Ferrari 360 Modena N-GT  | Ferrari 3,6 L V8     | 10   | 3    | 11   | 8    | 1    | 6    |      | 10   | 10   | 12    | 71    |
| 3   | Team Maranello Concessionaires | Ferrari 360 Modena GT    | Ferrari 3,6 L V8     | 14   | 10   | 3    | 6    | 4    | 5    | 6    | 14   | 8    |       | 70    |
| 4   | EMKA Racing                    | Porsche 911 GT3 R (996)  | Porsche 3,6 L Flat-6 |      |      | 10   | 5    |      | 7    | 10   | 5    | 6    |       | 43    |
| 5=  | RWS Yukos Motorsport           | Porsche 911 GT3 RS (996) | Porsche 3,6 L Flat-6 | 6    | 1    | 5    |      | 10   | 4    | 6    | 2    |      | 3     | 37    |
| 5=  | Team Eurotech                  | Porsche 911 GT3 RS (996) | Porsche 3,6 L Flat-6 |      | 2    | 6    | 3    | 5    | 6    | 3    | 3    | 3    | 6     | 37    |
| 7   | MenX                           | Ferrari 360 Modena GT    | Ferrari 3,6 L V8     | 3    |      |      | 4    |      | 11.5 | 2    |      | 4    |       | 24.5  |
| 8   | Seikel Motorsport              | Porsche 911 GT3 RS (996) | Porsche 3,6 L Flat-6 |      |      |      |      |      | 14.5 |      |      |      |       | 14.5  |
| 9   | Auto Palace Competition        | Ferrari 360 Modena GT    | Ferrari 3,6 L V8     | 5    | 6    |      |      |      |      |      |      |      |       | 11    |
| 10  | Autorlando Sport               | Porsche 911 GT3 RS (996) | Porsche 3,6 L Flat-6 |      |      |      |      |      | 3    |      |      | 1    | 4     | 8     |
| 11  | JVG Racing                     | Porsche 911 GT3 R (996)  | Porsche 3,6 L Flat-6 |      |      |      |      |      |      |      |      | 2    | 5     | 7     |
| 12  | Cirtek Motorsport              | Porsche 911 GT3 R (996)  | Porsche 3,6 L Flat-6 | 1    | 4    |      |      |      |      |      |      |      |       | 5     |
| 13  | Alda Motorsport                | Porsche 911 GT3 RS (996) | Porsche 3,6 L Flat-6 |      |      | 4    |      |      |      |      |      |      |       | 4     |
| 14  | Veloqx Motorsport              | Ferrari 360 Modena GT    | Ferrari 3,6 L V8     |      |      |      |      | 3    |      |      |      |      |       | 3     |
| 15  | Proton Competition             | Porsche 911 GT3 RS (996) | Porsche 3,6 L Flat-6 |      |      |      |      |      |      |      |      |      | 1     | 1     |